# Stand by Me
„Stand By Me” este un cântec al interpretului britanic de muzică rhythm and blues Shayne Ward. Acesta a fost compus de Savan Kotecha, Andreas Romdhane, făcând parte de pe primul material discografic de studio al artistului, Shayne Ward. Piesa a fost lansată ca cel de-al treilea single al albumului, în Regatul Unit pe data de 10 iulie 2006.
Discul „Stand By Me” a debutat pe locul 14 în UK Singles Chart, devenind primul cântec al interpretului ce nu se clasează în top 10. În Irlanda, s-a poziționat pe treapta cu numărul 9, staționând în top timp de nouă săpătămâni.

## Informații generale
„Stand By Me” este un cântec pop, cu influențe de muzică electronică și de muzică rhythm and blues, compus într-o tonalitate majoră. Instrumentalul folosit cuprinde pain și chitară.
Discul „Stand By Me” a debutat pe treapta cu numărul 14 în UK Singles Chart, devenind primul single al artistului ce nu obține o clasare de top 10. Cântecul a staționat în clasament timp de patru săptămâni, părăsind topul de pe locul 56. În Irlanda, „Stand By Me” a intrat în clasamentul național pe locul 25, urcând până pe locul 9 în următoarea săptămână.
„Stand By Me” a obținut locul 84 în Europa, devenind cel mai slab clasat cântec al artistului în topul Euro 200.

## Lista cântecelor
Disc single distribuit în Regatul Unit
1. „Stand By Me”
2. „Easy to Love You”
3. „Hit the Ground Running”

## Clasamente
| Clasament             | Poziția maximă | Referință |
| --------------------- | -------------- | --------- |
| Euro 200              | 84             | [ 10 ]    |
| Ireland Singles Chart | 9              | [ 11 ]    |
| UK Singles Chart      | 14             | [ 11 ]    |